# Pietro Pulcini
Pietro Pulcini (Roma, 13 agosto 1973) è un attore e comico italiano.

## Biografia
Nel 1996 si diploma presso la Scuola di Tecniche dello Spettacolo di Mario Carotenuto e Claretta Carotenuto su consiglio di Gastone Moschin. Conosce, in seguito, Leone Colonna e Rodolfo Sonego.
Dopo aver lavorato in teatro, scrive e si produce lo spettacolo teatrale Autoscatto, al Teatro delle Muse; prosegue la carriera facendo diverse esperienze di cabaret, nel locale romano "Fellini". Inizia anche a lavorare per il cinema, apparendo come comparsa, ma anche in piccoli ruoli nei film: La grande quercia (1996), regia di Paolo Bianchini, Il pesce innamorato (1999) ed Il principe e il pirata (2001), entrambi per la regia di Leonardo Pieraccioni.
Numerosi i lavori in televisione, dove debutta nel 1998 nella miniserie TV di Rai Uno, Lui e lei. Dal 2000 interpreta il ruolo storico del brigadiere Pietro Ghisoni nella serie TV Don Matteo: è presente in tutte le stagioni, ad eccezione della quarta. È attore di fiction e partecipa a diverse trasmissioni televisive, lavorando insieme a Nino Frassica. Nella stagione autunnale 2012 nel programma Le Iene, lavora da inviato, a fianco di Nino Frassica, come disturbatore durante le riprese di film e programmi televisivi, per poi proseguire in solitario nel 2014. Partecipa, di nuovo con Nino Frassica, alla terza puntata del Festival di Sanremo 2018, anche qui nei panni del brigadiere Ghisoni.

## Filmografia

### Cinema
- La grande quercia, regia di Paolo Bianchini (1996)
- Il pesce innamorato, regia di Leonardo Pieraccioni (1999)
- Il principe e il pirata, regia di Leonardo Pieraccioni (2001)
- La scomparsa di Patò, regia di Rocco Mortelliti (2011)

### Fiction televisive
- Lui e lei – serie TV (1998-1999)
- Squadra mobile scomparsi, regia di Claudio Bonivento (1999)
- Provincia segreta 2 – serie TV (2000)
- Distretto di Polizia – serie TV (2000-2005)
- Don Matteo – serie TV (2000-2002, 2006-in corso)
- Camici bianchi, regia di Stefano Amatucci e Fabio Jephcott (2001)
- Carabinieri – serie TV (2002)
- Un anno a primavera, regia di Angelo Longoni – miniserie TV (2005)
- E poi c'è Filippo, regia di Maurizio Ponzi – miniserie TV (2006)
- Nati ieri – serie TV (2006)
- Un medico in famiglia – serie TV, episodio 5x18 (2007) - cameo
- Cugino & cugino – serie TV (2011)
- Complimenti per la connessione – sitcom (2016)

### Trasmissioni televisive
- Pronto Chiambretti – sketch con Nino Frassica
- Notte dei campioni – sketch con Nino Frassica
- Markette – sketch con Nino Frassica
- Quelli che il calcio – sketch con Nino Frassica
- La corrida – sketch con Nino Frassica, Francesco Scali e Flavio Insinna (2011)
- Le Iene – servizi con Nino Frassica (2012-2013) - da solista (2014)
- Che tempo che fa – sketch con Nino Frassica (2015-2016)

### Pubblicità
- Wind – Rai, Mediaset
- Granigel – Rai, Mediaset